# Bután en los Juegos Olímpicos de Tokio 2020
Bután estuvo representado en los Juegos Olímpicos de Tokio 2020 por un total de cuatro deportistas, dos hombres y dos mujeres, que compitieron en cuatro deportes.
Los portadores de la bandera en la ceremonia de apertura fueron el nadador Sangay Tenzin y la arquera Bhu Karma. El equipo olímpico butanés no obtuvo ninguna medalla en estos Juegos.